# Rodd vid olympiska sommarspelen 1984
Rodd vid olympiska sommarspelen 1984 avgjordes i Los Angeles i USA den 30 juli-5 augusti. 

## Medaljsummering

### Herrar
| Event                         | Guld | Silver | Brons |
| Singelsculler Detaljer...     | Pertti Karppinen (FIN) | Peter-Michael Kolbe (FRG) | Robert Mills (CAN) |
| Dubbelsculler Detaljer...     | Brad Alan Lewis och Paul Enquist (USA)                                                                                           | Pierre-Marie Deloof och Dirk Crois (BEL) | Zoran Pančić och Milorad Stanulov (YUG) |
| Scullerfyra Detaljer...       | Västtyskland Albert Hedderich Raimund Hörmann Dieter Wiedenmann Michael Dürsch                                                   | Australien Paul Reedy Gary Gullock Timothy Mclaren Anthony Lovrich                                                                                     | Kanada Doug Hamilton Mike Hughes Phil Monckton Bruce Ford                                                                                     |
| Tvåa med styrman Detaljer...  | Italien Carmine Abbagnale Giuseppe Abbagnale Giuseppe Di Capua (styrman)                                                         | Rumänien Dimitrie Popescu Vasile Tomoiagă Dumitru Răducanu (styrman)                                                                                   | USA Kevin Still Robert Espeseth Doug Herland (styrman)                                                                                        |
| Tvåa utan styrman Detaljer... | Petru Iosub och Valer Toma (ROM)                                                                                                 | Fernando Climent och Luis María Lasúrtegui (ESP) | Hans Magnus Grepperud och Sverre Løken (NOR)                                                                                                  |
| Fyra med styrman Detaljer...  | Storbritannien Richard Budgett Martin Cross Adrian Ellison (styrman) Andy Holmes Steve Redgrave                                  | USA Edward Ives Thomas Kiefer Michael Bach Gregory Springer John Stillings (styrman)                                                                   | Nya Zeeland Brett Hollister (styrman) Kevin Lawton Barrie Mabbott Don Symon Ross Tong                                                         |
| Fyra utan styrman Detaljer... | Nya Zeeland Les O’Connell Shane O'Brien Conrad Robertson Keith Trask                                                             | USA David Clark Jonathan Smith Philip Stekl Alan Forney                                                                                                | Danmark Michael Jessen Lars Nielsen Per Rasmussen Erik Christiansen                                                                           |
| Åtta med styrman Detaljer...  | Kanada Blair Horn Dean Crawford Michael Evans Paul Steele Grant Main Mark Evans Kevin Neufeld Pat Turner Brian McMahon (styrman) | USA Chip Lubsen Andrew Sudduth John Terwilliger Christopher Penny Tom Darling Fred Borchelt Charles Clapp III Bruce Ibbetson Bob Jaugstetter (styrman) | Australien Craig Muller Clyde Hefer Samuel Patten Tim Willoughby Ian Edmunds James Battersby Ion Popa Stephen Evans Gavin Thredgold (styrman) |

### Damer
| Event                         | Guld | Silver | Brons |
| Singelsculler Detaljer...     | Valeria Răcilă (ROM) | Charlotte Geer (USA) | Ann Haesebrouck (BEL) |
| Dubbelsculler Detaljer...     | Mariora Popescu och Elisabeta Oleniuc (ROM)                                                                                              | Greet Hellemans och Nicolette Hellemans (NED) | Daniele Laumann och Silken Laumann (CAN) |
| Scullerfyra Detaljer...       | Rumänien Titie Taran Anisoara Sorohan Ioana Badea Sofia Corban Ecaterina Oancia                                                          | USA Anne Marden Lisa Rohde Joan Lind Ginny Gilder Kelly Rickon | Danmark Hanne Eriksen Birgitte Hanel Charlotte Koefoed Bodil Rasmussen Jette Sørensen                                                                                          |
| Tvåa utan styrman Detaljer... | Rodica Arba och Elena Horvat (ROM) | Elizabeth Craig och Tricia Smith (CAN) | Ellen Becker och Iris Völkner (FRG) |
| Fyra med styrman Detaljer...  | Rumänien Florica Lavric Maria Fricioiu Chira Apostol Olga Bularda Viorica Ioja                                                           | Kanada Marilyn Brain Angela Schneider Barbara Armbrust Jane Tregunno Lesley Thompson                                                                              | Australien Robyn Grey-Gardner Karen Brancourt Susan Chapman Margot Foster Susan Lee                                                                                            |
| Åtta med styrman Detaljer...  | USA Kristen Thorsness Kristine Norelius Shyril O'Steen Carie Graves Kathy Keeler Harriet Metcalf Betsy Beard Carol Bower Jeanne Flanagan | Rumänien Marioara Trasca Lucia Sauca Doina Liliana Snep-Balan Aneta Mihaly Aurora Plesca Camelia Diaconescu Viorica Ioja Mihaela Armasescu Adriana Bazon-Chelariu | Nederländerna Wiljon Vaandrager Marieke van Drogenbroek Harriet van Ettekoven Catharina Neelissen Anne Quist Nicolette Hellemans Martha Laurijsen Greet Hellemans Lynda Cornet |

## Medaljfördelning
| Pl. | Nation         | Guld | Silver | Brons | Totalt |
| --- | -------------- | ---- | ------ | ----- | ------ |
| 1   | Rumänien       | 6    | 2      | 0     | 8      |
| 2   | USA            | 2    | 5      | 1     | 8      |
| 3   | Kanada         | 1    | 2      | 3     | 6      |
| 4   | Västtyskland   | 1    | 1      | 1     | 3      |
| 5   | Nya Zeeland    | 1    | 0      | 1     | 2      |
| 6   | Storbritannien | 1    | 0      | 0     | 1      |
| 6   | Italien        | 1    | 0      | 0     | 1      |
| 6   | Finland        | 1    | 0      | 0     | 1      |
| 9   | Australien     | 0    | 1      | 2     | 3      |
| 10  | Nederländerna  | 0    | 1      | 1     | 2      |
| 10  | Belgien        | 0    | 1      | 1     | 2      |
| 12  | Spanien        | 0    | 1      | 0     | 1      |
| 13  | Danmark        | 0    | 0      | 2     | 2      |
| 14  | Norge          | 0    | 0      | 1     | 1      |
| 14  | Jugoslavien    | 0    | 0      | 1     | 1      |